# Demokratska zajednica Mađara Hrvatske
Demokratska zajednica Mađara Hrvatske (hrv. kratica: DZMH, mađ. kratica: HMDK) {mađ. Horvátországi Magyarok Demokratikus Közössége) je nepolitička,neprofitna zajednica mađarske nacionalne manjine,osnovana 1993. godine u Osijeku.Osnovali su je mađarski znanstvenici i pedagozi, istupivši prethodno iz Saveza Mađara Hrvatske. Sjedište joj se nalazilo u Zagrebu,ali nakon izvjesnog vremena odlučeno je da se sjedište premjesti u Osijek,iz razloga što u Baranji živi većina Mađara u Hrvatskoj.
Premještaj sjedišta, a potom i tjednika "Új Magyar Képesujság",

## Zastupljenost u Hrvatskom saboru
Članovi DZMH zastupnici su u Saboru Hrvatske u 4 mandata.Prvi zastupnik je bio gospodin Ferenc Farago,koji je izabran kao nezavisni kandidat,član Predsjedništva DZMH.Na sljedećim izborima mijenjaju se izborna pravila,udruge republičkog značaja dobivaju pravo kandi-
diranja kao i političke stranke i na taj način politika se uvlači u nepolitičke manjinske udruge.Izabran je opet kandidat iz DZMH,gospodin Šandor Jakab.Na trećim po redu parlamentarnim izborima opet je izabran kandidat iz ove zajednice u osobi dr.Tibora Santo.Njega nasleđuje u četvrtom mandatu gospodin Jenő Ádám. Uslijedili su događaji zbog kojih do gubitka na izborima za saziv Sabora od 2007. godine, DZMH je kandidirala Róberta Jankovicsa iz Belog Manastira, a za njegovog zamjenika Tibora Santa iz Osijeka.  
Od 2016 DZMH predstavlja mađarsku nacionalnu manjinu a hrvatskom saboru, zastupnik je Róbert Jankovics, a njegov zamjenik je Tibor Santo.

## Zastupljenost u županijskim vijećima i općinama
Sudjeluje u vlasti u općini Bilje, Dardi, Tordincima, Ernestinovu te u gradu Belom Manastiru.[nedostaje izvor]

## Inozemna suradnja
DZMH ima dobre odnose s Vladom Republike Mađarske.

## Vanjske poveznice
- (mađ.) Službene stranice